# Landesgrünzone

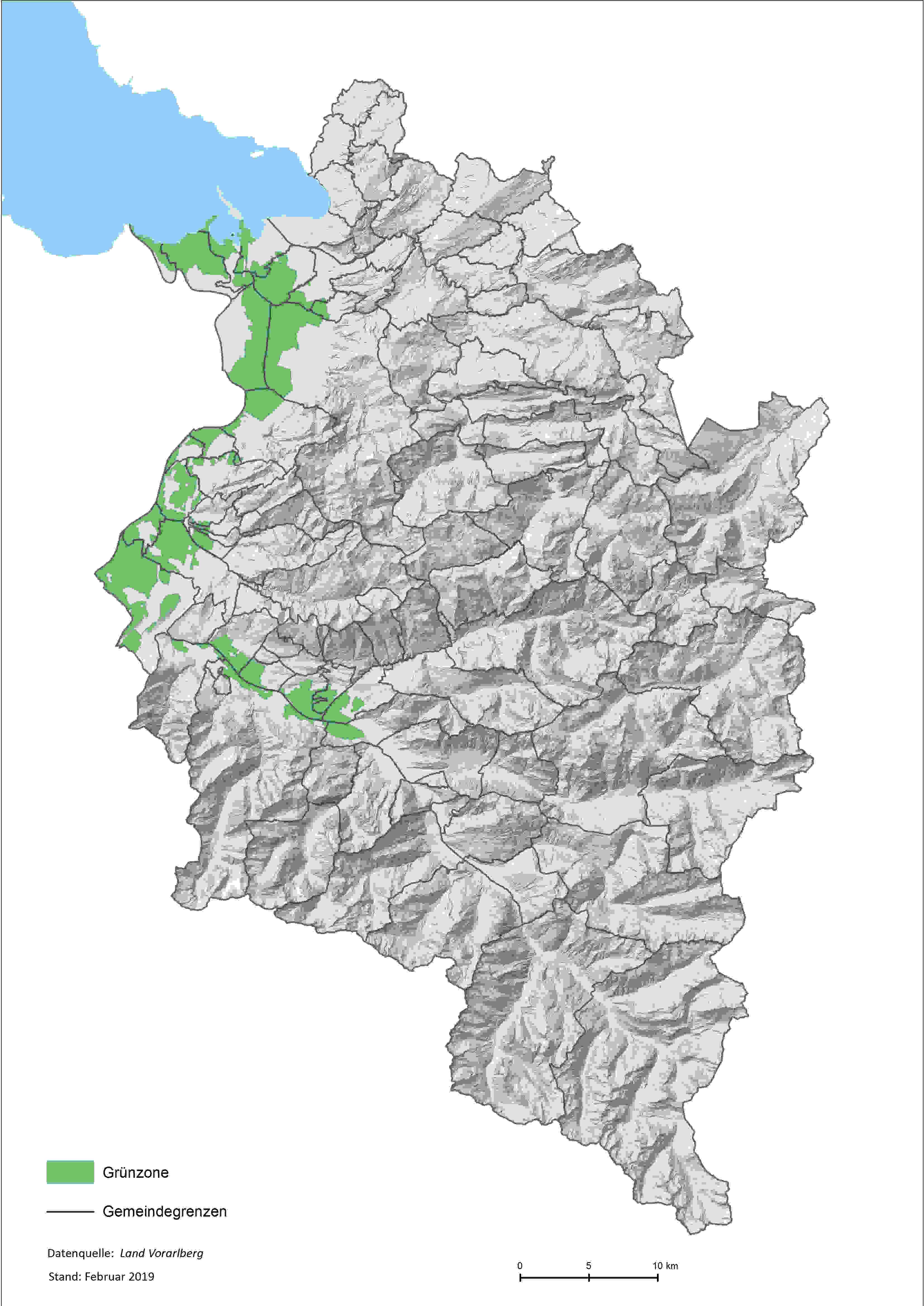
Karte der Landesgrünzone. Quelle: Amt der Vorarlberger Landesregierung, Überörtliche Raumplanung, Abteilung Raumplanung und Baurecht (VIIa)

Als Landesgrünzone werden in Teilen Vorarlbergs (Österreich) überörtliche zusammenhängende, geschützte und reservierte Freiflächen in der Talsohle des unteren Alpenrheintals (österreichische Seite) und des Walgaus bezeichnet, deren Hauptzweck darin bestand und besteht, eine Zersiedelung zu vermeiden.
Durch die Landesgrünzone soll zukünftigen Generationen Planungsspielräume (Raumplanung) offengehalten werden.

## Zweck
Der österreichische Teil des unteren Alpenrheintals und der Walgau  umfassen rund 20 Prozent der Landesfläche von Vorarlberg. Durch diese Freiflächen soll seit 1977:
- ein funktionsfähiger Naturhaushalt und Landschaftsbild,
- die Naherholungsgebiete und
- die Sicherung der räumlichen Voraussetzungen für eine leistungsfähige Landwirtschaft

auch zukünftig gewährleistet werden.
Kein Zweck der Landesgrünzone nach dem Willen des damaligen Verordnungsgebers war die Schaffung eines Naturschutzgebietes. Inzwischen haben sich einige solche in der Landesgrünzone etabliert (z. B.: das Natura-2000-Gebiet Lauteracher Ried mit 5,8 km² oder das Europaschutzgebiet Bangs–Matschels mit 4,5 km²).

## Rechtliche Grundlagen
Rechtliche Grundlage für die Schaffung dieser Freiflächen, die zusammen die Landesgrünzone ergeben, bildet die seit 1977 mehr als 30-mal (Stand 2018) geänderte:
- Verordnung der Landesregierung über die Festlegung von überörtlichen Freiflächen in der Talsohle des Rheintales[4]

und die fast gleichlautende (nicht ganz so oft geänderte)
- Verordnung der Landesregierung über die Festlegung von überörtlichen Freiflächen in der Talsohle des Walgaues[5].

Beide Verordnungen wurden wiederum auf Grundlage von § 7 Abs. 1 des Vorarlberger Raumplanungsgesetzes erlassen.

## Umfang und Flächenverteilung
Von 96 Vorarlberger Gemeinden (Landesfläche 2603 km²) sind 30 Gemeinden (rund 31 %) von der Landesgrünzone erfasst (= 5,25 % der gesamten Vorarlberger Landesfläche). Die Landesgrünzone umfasst im Rheintal rund 113 km² und im Walgau rund 24 km², im Gesamten somit rund 137 km² (1977: 136,94 km²; 2018 noch 136,05 km²). Im Rheintal alleine umfasst somit die Landesgrünzone rund 46 % der Talfläche, wobei etwa die Hälfte intensiv landwirtschaftlich genutzt wird, etwa 10 % sind extensiv genutzte Streuwiesen.
Die Landesgrünzone besteht im Rheintal und Walgau aus (Stand 2017)
- 52,1 km² (38,30 %) Freifläche Landwirtschaft (FL),
- 46,7 km² (34,33 %) Freifläche Freihhaltegebiet (FF),
- 20,7 km² (15,21 %) Waldfläche,
- 7,1 km² (5,22 %) Gewässerfläche
- 4,15 km² (3,05 %) Verkehrsfläche
- 3,3 km² (2,43 %) Freifläche Sondergebiet „freiraumorientiert“
- 0,97 km² (0,71 %) Vorbehaltsfläche
- 0,39 km² (0,29 %) Freifläche Sondergebiet „betriebsorientiert“
- 0,36 km² (0,27 %) Freifläche Sondergebiet „sportanlagenorientiert“
- 0,26 km² (0,18 %) Ausnahmen
- 0,02 km² (0,01 %) Sonstige.[8]

Seit der Erlassung der Verordnungen 1977 hat sich die Einwohnerzahl in Vorarlberg von rund 270.000 auf 390.000 Personen (2017) erhöht (+ 44,48 %). Rund 80 Prozent der Gesamtbevölkerung Vorarlbergs leben im österreichischen Teil des Alpenrheintal und im Walgau. Der Druck und die Begehrlichkeit auf die Landesgrünzone zur Herauslösung von Grundstücken zur Schaffung von Wohnraum und Betriebsflächen steigt daher stetig, während der Erhalt der Naherholungsgebiete und der Freizeiteinrichtungen sowie die weitere landwirtschaftliche Nutzung zur Versorgungssicherung dem gegenübersteht.

## Verbote
Die Wirkung der Verordnungen bezüglich der überörtlichen Freiflächen in der Talsohle des Rheintals und des Walgaus besteht vor allem darin, dass es den betroffenen Gemeine verwehrt wird, eigenständig und ohne vorherige Zustimmung der Landesregierung Bauflächen bzw. Bauerwartungsflächen zu widmen und damit unter Umständen der Zersiedelung der Talsohle des Rheintals bzw. des Walgaus weiter fortzutragen.
Gemäß § 2 Abs. 1 der Verordnungen bezüglich der überörtlichen Freiflächen in der Talsohle des Rheintals und des Walgaus, dürfen in den Flächenwidmungsplänen die geschützten Gebiete nur als
- Freiflächen (§ 16 des Raumplanungsgesetzes),
- Verkehrsflächen (§ 17 des Raumplanungsgesetzes) oder
- Vorbehaltsflächen (§ 18 des Raumplanungsgesetzes) für Gebäude oder Anlagen, deren Errichtung in den Sonderflächen (§ 16 Abs. 3 des Raumplanungsgesetzes) zulässig ist,[13]

ausgewiesen werden.